# 柏谷佳樹
柏谷 佳樹（かしたに よしき）は、日本のゲームクリエイター、プログラマー。

## 来歴
熊本大学工学部卒業後、1995年に日本電気（NEC）に入社しUX/4800（日本国産UNIX）のOS開発に従事。
1998年、旧スクウェアに転職。第四開発事業部にて松野泰己の下、ベイグラントストーリー、プレイオンライン（オンラインプラットフォーム）等の開発に関わり、ゲーム開発を通したものつくりの楽しみを知る。
ダージュ オブ ケルベロス ファイナルファンタジーVII、ファイナルファンタジーXIII等のメインプログラマーを務めたのち、2012年にスクウェア・エニックスを退社し、株式会社fuzzの取締役副社長に就任した。
ゲームメーカーが作ったゲームをコアな顧客にきちんと遊んでもらえる、そんなプラットフォームを作るためにハードウェア開発、技術提供を行っていくと述べている。

## 関与した製品
- 2000年
  - ベイグラントストーリー：プログラマー
  - PlayOnline：プログラム、ネットワークプログラマー
- 2006年
  - ダージュ オブ ケルベロス ファイナルファンタジーVII：メインプログラマー
- 2009年
  - ファイナルファンタジーXIII：メインプログラマー
- 2011年
  - ファイナルファンタジーXIII-2：リードゲームデザイン、メイングログラム
- 2013年
  - Hondaインターナビdotsプロジェクト「Ayrton Senna 1989」3D-View HTML5/Javascript/WebGL：プログラム開発
- 2015年 
  - 教育向けwindowsデジタルノート デジタルノート@クリエイターズ：開発
  - IOS/android版 Fate/stay night [Realta Nua]：移植開発担当
- 2017年
  - ロストオーダー：メインプログラム